# Joachim Vadiano
Joachim Vadiano, o von Watt (San Gallo, 29 novembre 1484 – 6 aprile 1551), è stato un umanista svizzero, che introdusse la Riforma a San Gallo.

## Biografia
Vadiano nacque a San Gallo in una ricca e potente famiglia di commercianti di lino. Dopo gli studi di base nella città natale si recò nel 1501 a Vienna dove studiò alla facoltà di Arte della locale università in particolare con il professor Conrad Celtis. Qui, come era di moda fra gli umanisti dell'epoca, mutò il proprio nome in Joachimus Vadianus, esprimendo così, con un nome in lingua latina, la propria ammirazione per i classici. Vadiano riuscì a sfuggire all'epidemia di peste bubbonica del 1506-07 recandosi a Villaco, dove lavorò quale insegnante e musicista. Egli si recò in seguito in Italia settentrionale, dove fu, precisamente, a Trento, Venezia e Padova; in quest'ultima città conobbe lo studioso irlandese Mauritius Hibernicus.
Nel 1509 completò i propri studi con il titolo di magister artium e ritornò brevemente a San Gallo, dove si dedicò allo studio delle scritture nella biblioteca della locale famosa abbazia. In seguito ritornò a Vienna. Qui ebbe un discreto successo come scrittore e autore di poesie in latino. Dal 1512 fu titolare della cattedra di poetica all'Università di Vienna. Nel 1514 l'imperatore Massimiliano I lo nominò poeta laureatus e nel 1516 divenne decano dell'Università di Vienna. Negli anni seguenti, Vadiano si dedicò allo studio della medicina e delle scienze, in specie della geografia e della storia sotto la guida di Georg Tannstetter, detto Collimitius. Nel 1517 si laureò dottore in medicina e ritornò nella propria città natale, dove fu nominato medico della città. Nel 1518 salì sul monte Pilatus vicino a Lucerna ed a lui dobbiamo la prima documentazione di un'ascesa su questa montagna. Il 18 agosto 1519 Vadiano sposò Martha Grebel, sorella di Conrad Grebel che sarebbe in seguito diventato una delle figure guida del movimento anabattista.
Nel 1521 Vadiano succedette al padre, morto il 20 dicembre 1520, come membro del Consiglio della città. Il progressivo avanzare della Riforma in Svizzera, anche per l'opera del suo amico Ulrico Zwingli, spinse Vadiano a studiare testi teologici e religiosi, anche se egli non aveva mai avuto una formazione teologica. Egli scriverà negli anni seguenti molti scritti con i quali promuoverà la diffusione delle nuove idee. Già a partire dall'anno 1521 Vadiano si fa promotore dell'introduzione delle idee riformate a San Gallo, città che egli spinge alla conversione al protestantesimo quando, nell'anno 1526, diventa sindaco della città.
Egli riesce a mantenervi la Riforma anche dopo la vittoria dei cantoni cattolici nella seconda guerra di Kappel. Alla sua morte nel 1551 Vadiano donò la propria vasta biblioteca alla città di San Gallo, dove essa avrebbe costituito il nucleo dell'attuale biblioteca cantonale, detta, in suo onore, vadiana.

## Opere
Fra le opere principali di Vadiano si ricordano:
- Vadian: De poetica et carminis ratione liber, Vienna 1518. Trattato di storia della letteratura;
- Vadian: Grosse Chronik der Äbte des Klosters St. Gallen, St. Gallen 1529. Storia dell'abbazia di San Gallo
- Vadian: Epitome trium terrae partium, Asiae, Africae et Europae..., Zurich 1534. Un atlante mondiale (uno dei primi a includere l'America).
- Vadian: Aphorismorum de consideratione eucharistiae libri VI, St. Gallen 1535. Trattato teologico sull'eucaristia in cui sostiene l'interpretazione riformata del sacramento come simbolo.